# Шмель-1
Шмель-1 — разведывательный БПЛА. Первый полёт совершил в 1983 году. Работы по созданию мини-БПЛА начаты в ОКБ им. А. С. Яковлева в 1982 году на основе опыта изучения боевого применения израильских БПЛА в войне 1982 года в Ливане. В 1985 году началась разработка БПЛА «Шмель-1» с четырёхопорным шасси. Лётные испытания БПЛА «Шмель-1» в варианте, оснащённом телевизионным и ИК оборудованием, начались в 1989 году. Аппарат рассчитан на 10 запусков, хранится и транспортируется в сложенном виде в стеклопластиковом контейнере. Оснащён сменными комплектами разведывательной аппаратуры, в состав которых входят телевизионная камера, тепловизионная камера, установленные на гиростабилизированной подфюзеляжной платформе. Способ посадки парашютный.

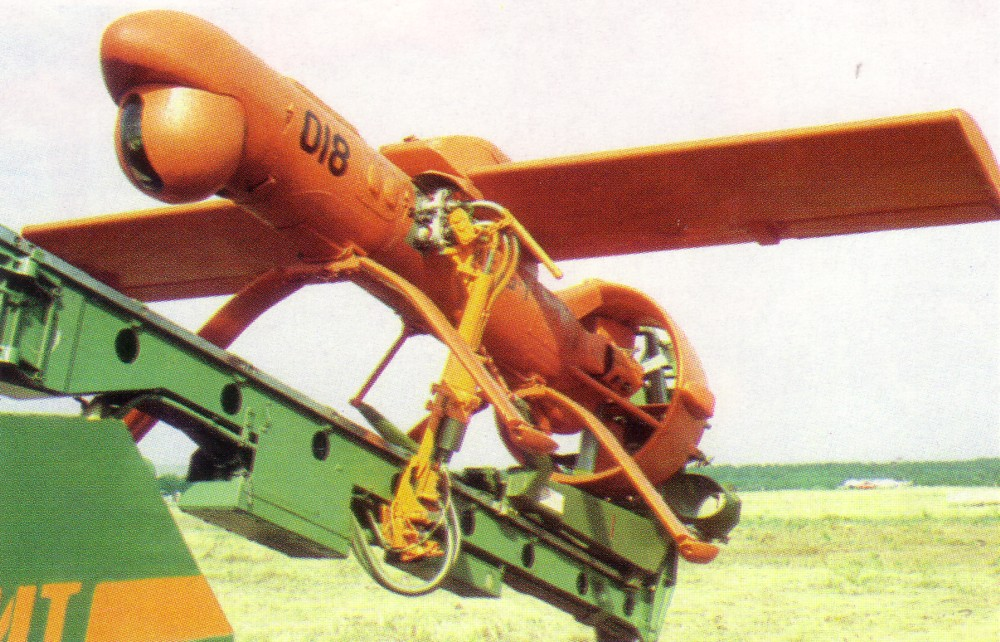
Дальнейшее развитие — БПЛА «Пчела»

«Шмель-1» послужил прототипом для более совершенной машины Пчела-1Т с которой внешне практически не различим.

## ЛТХ
- Размах крыла, м 3.25
- Длина, м 2.78
- Высота, м 1.10
- Масса, кг 130
- Тип двигателя 1 ПД
- Мощность, л.с. 1 х 32
- Крейсерская скорость, км/ч 140
- Продолжительность полёта, ч 2
- Практический потолок, м 3000
- Минимальная высота полёта, м 100